# Jean-Louis Krivine
Pour les articles homonymes, voir Krivine.
Jean-Louis Krivine, né en 1939, est un mathématicien français spécialisé en logique mathématique.
Il est ancien élève de l'École normale supérieure de Paris (promotion 1957), agrégé de mathématiques (1960), docteur d'État en mathématiques (1967) sous la direction de Jean-Pierre Kahane, professeur des universités (professeur émérite à l'université Paris-Diderot), membre fondateur de l'unité mixte de recherche Preuves, Programmes et Systèmes, maintenant partie de l'Institut de recherche en informatique fondamentale (IRIF).

## Travaux
En théorie des ensembles et logique, Jean-Louis Krivine s'est orienté, dans les années 1980, à l'interface entre la logique et l'informatique dans le cadre de la connexion entre preuves de la logique mathématique et programmes décrite par la correspondance de Curry-Howard, dont les implications ont été reconnues et reprises par une nouvelle génération de chercheurs. Krivine a développé un programme autour du concept de réalisabilité et l'a appliqué, dans les années 2000, également à la théorie axiomatique des ensembles, afin de dégager de nouveaux modèles de la théorie des ensembles de Zermelo-Fraenkel indépendants du concept de forcing.
Il s'est également intéressé aux espaces de Banach où il a apporté d'importantes contributions dans les années 1960 et 1970. Avec Dacunha-Castelle, il a introduit des ultraproduits dans la théorie des espaces de Banach et en 1977, il a donné la meilleure majoration pour la constante de Grothendieck dans le cas réel . Avec Bernard Maurey, il a introduit le concept d'espace de Banach stable. Le théorème de Krivine sur l'existence d'une représentation finie de {\displaystyle L_{p}} dans un espace de Banach porte son nom .
Il a également contribué, dès 1964, à des concepts de géométrie algébrique réelle qui anticipaient les développements ultérieurs, qui ont été ignorés dans le développement de la théorie au début des années 1970 et ont été retrouvés indépendamment par d'autres mathématiciens (par exemple le théorème de Kadison et Dubois),.
Une machine abstraite de réduction de termes en lambda-calcul est appelée la machine de Krivine.
Krivine a écrit plusieurs traités, sur le lambda-calcul, la théorie des modèles et la théorie axiomatique des ensembles, certains traduits en anglais et en allemand.
Parmi ses anciens élèves figurent Jean-Yves Girard, Daniel Lascar, Jacques Stern, Serge Grigorieff et Daniel Andler.

## Réflexions philosophiques sur les mathématiques
Jean-Louis Krivine, parallèlement à ses activités d'enseignant, d'auteur d'ouvrages de référence en logique mathématique et de chercheur autour de la correspondance de Curry-Howard, est aussi un philosophe des mathématiques assez original.
Il défend une thèse résolument matérialiste et basée sur la théorie de l'évolution consistant à dire que le mathématicien étudie, généralement sans s'en rendre compte, son propre cerveau. Plus précisément, il étudie son cerveau d'humain, très proche du cerveau des autres mammifères, cerveau que l'évolution du vivant a adapté à son environnement physique.
Typiquement, la notion d'espace vectoriel existe dans le cerveau d'une vache, les bovins comme les autres mammifères étant issus d'une adaptation du vivant à un monde physique tri-dimensionnel.
Cette thèse est développée par Krivine dans des conférences et écrits depuis au moins 1992.
En 2020, Didier Dacunha-Castelle a publié l'ouvrage Les mathématiques, le cerveau de l'âne et l'évolution avec pour sous-titre Pourquoi et comment certains programmes présents dans le cerveau des animaux ont été traduits en mathématiques chez les humains exposant la pensée autant de l'auteur que celle de Krivine qu'il indique présenter.
En 2024, Krivine a publié le livre : Les décompilateurs (l'Univers en tête) où il expose ces idées et les applique à la solution des paradoxes de la mécanique quantique.

## Prix
En 2004, Krivine a reçu le prix du rayonnement français,. Ce prix a été décerné par l'association Réalités et Relations internationales (ARRI).

## Ouvrages

### De Krivine
- Éléments de logique mathématique (théorie des modèles) (avec Georg Kreisel), Dunod, Paris, 1966 [lire en ligne] ; traduction anglaise : Elements of mathematical logic (model theory), North Holland, Amsterdam, 1967 [lire en ligne]
- Théorie axiomatique des ensembles, Presses universitaires de France, Paris, 1972 2e édition (1re éd. 1969)
- Lambda-calcul, types et modèles. Masson, Paris, 1990 ; traduction anglaise : Lambda-calculus, types and models. Ellis Horwood, 1993 [lire en ligne], [Archives ouvertes]
- Théorie des ensembles, Paris, Cassini, coll. « Nouvelle bibliothèque mathématique », 2007, 2e éd. (1re éd. 1998), 271 p. (ISBN 978-2-84225-096-6).
- Les décompilateurs (L'Univers en tête), Paris, Calvage & Mounet, coll. « La perle et le harnais », 2024, 108 p. (ISBN 978-2-493230-23-2).

### Sur  Krivine
- Didier Dacunha-Castelle, Les mathématiques, le cerveau de l'âne et l'évolution, Cassini, février 2020,  (ISBN 2842252594)